# Hemaris venata

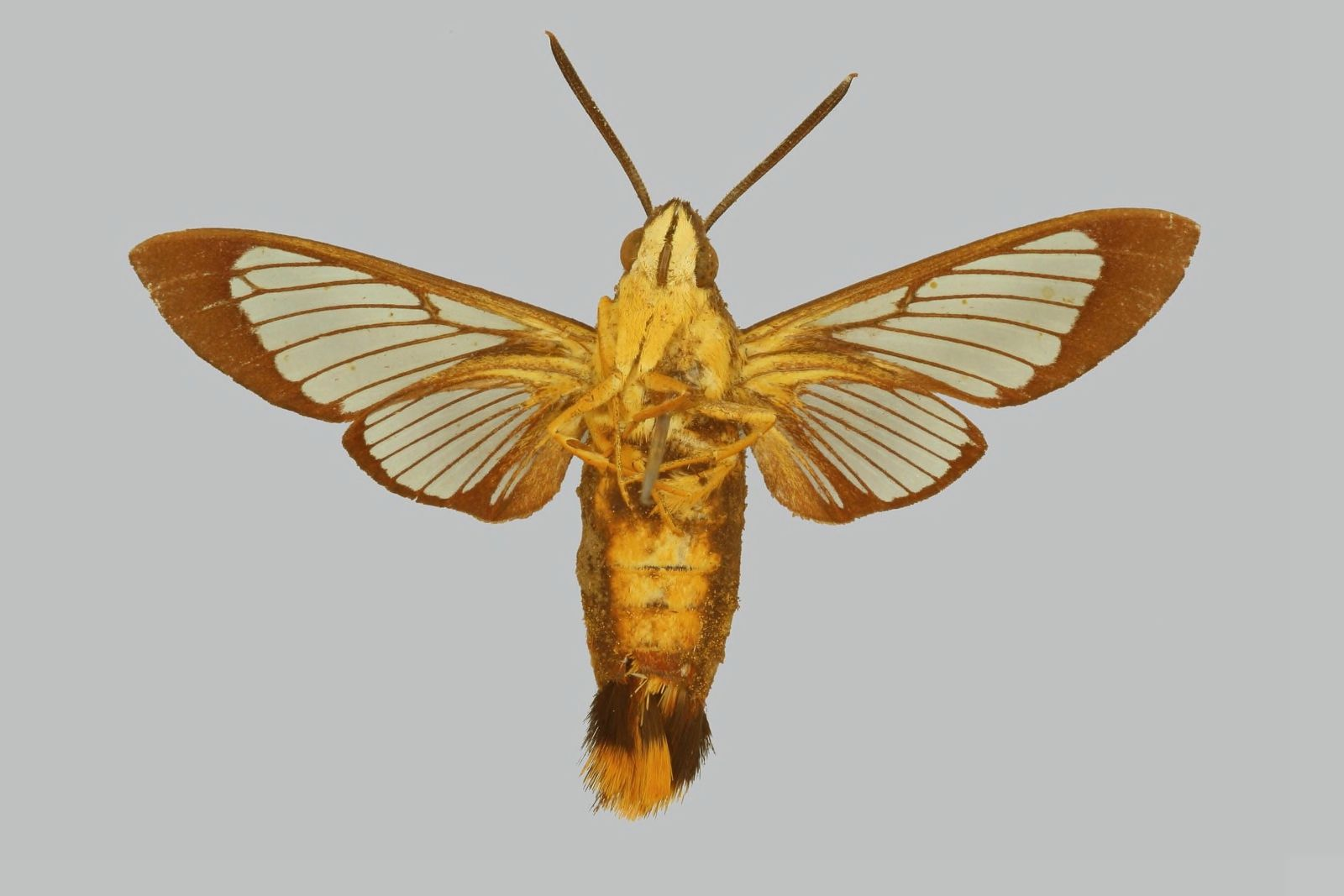
Unterseite des Holotyps

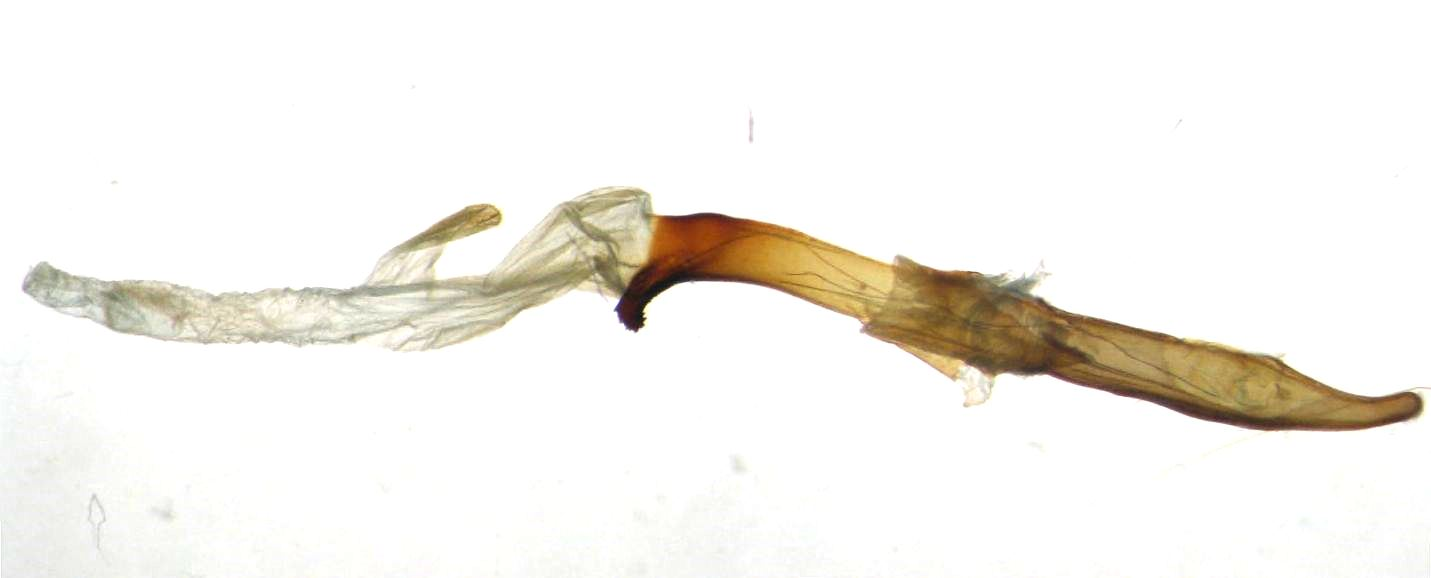
Präparat des Aedeagus

Hemaris venata ist ein Schmetterling (Nachtfalter) aus der Familie der Schwärmer (Sphingidae).

## Merkmale
Die Falter haben schlanke Fühler mit verhältnismäßig langem Haken an der Spitze. Die Unterseiten des Thorax, der Beine, des Hinterleibs und die Spitze des Haarbüschels am Hinterleibsende sind gelb. Beim Holotyp, einem Männchen von Ambon, sind bemerkenswerterweise die Adern 5 und 6 (M1 und R5) des rechten Vorderflügels durch eine Querader verbunden.
Die Genitalien ähneln denen von Cephonodes janus. Das Tegumen ist stark asymmetrisch. Der Uncus ist etwas asymmetrisch, jedoch deutlich verdreht, sodass der rechte Lobus des Gnathos dorsal betrachtet erkennbar ist. Der Uncus ist in zwei unterschiedliche, divergierende, stumpfe Fortsätze geteilt. Der Gnathos ist fast vollständig in zwei Loben geteilt, von denen der linke etwas länger als der rechte ist. Beide sind an ihrer Spitze zur Seite gekrümmt. Die Juxta ist abgestutzt. Die Valven sind breit, insbesondere die linken. Der Aedeagus ist kräftig und unterscheidet sich stark von denen der anderen Arten der Gattung Hemaris, da er in einem zusammengedrückten, kräftigen, seitlich gezähnten Fortsatz endet.

## Vorkommen und Lebensraum
Der Holotyp der Art wurde auf der indonesischen Insel Ambon gefangen. Es gibt zwei weitere Nachweise der Art auf Neuguinea. Bei der Art handelt es sich um die einzige ihrer Gattung, die in der südlichen Hemisphäre und damit außerhalb der Holarktis auftritt, wo sämtliche übrigen Arten vorkommen. Die Entstehung dieses diskjunkten Vorkommens ist bisher unbekannt.

## Belege